# 前波駅 (石川県)
前波駅（まえなみえき）は、石川県鳳珠郡穴水町前波にあったのと鉄道能登線の駅である。2005年、能登線の廃止により廃駅となった。
国鉄時代、隣の立戸ノ浜駅（後の沖波駅）は夏にしか営業していなかったため、同駅周辺の住民は普段はこの前波駅を利用していた。

## 歴史
- 1959年（昭和34年）6月15日：日本国有鉄道（国鉄）能登線の駅として開業[1]。
- 1987年（昭和62年）4月1日：国鉄分割民営化により西日本旅客鉄道に承継される[1]。
- 1988年（昭和63年）3月25日：のと鉄道への転換により同社能登線の駅となる[1]。
- 2005年（平成17年）4月1日：能登線廃止に伴い廃駅。

## 駅構造
単式ホーム1面1線を有する地上駅。駅舎はなく待合所のみが設置されていた。無人駅であった。

## 駅周辺
- 住宅型有料老人ホーム 能登清水の里・穴水（旧・穴水町立諸橋小学校。2008年、向洋小へ統合）
- 穴水町立諸橋保育所
- 諸橋郵便局

## 隣の駅
のと鉄道
能登線
沖波駅 - 前波駅 - 古君駅